# Pitara ligia
Pitara ligia là một loài bướm đêm trong họ Erebidae.